# Temporada 2003 del Campeonato Mexicano de Rally
La temporada 2003 del Campeonato Mexicano de Rally estuvo compuesta de nueve pruebas. Comenzó el 16 de marzo con el Corona Rally México y finalizó el 28 de noviembre con el Rally Acapulco.

## Calendario
Fuente: SPORCAR
| N.º | Fecha            | Prueba                  | Otros |
| --- | ---------------- | ----------------------- | ----- |
| 1   | 16 de marzo      | Corona Rally México     |       |
| 2   | 3 de mayo        | Rally Feria de Mayo     |       |
| 3   | 14 de junio      | Rally Sierra Brava      |       |
| 4   | 12 de julio      | Rally de las 24 horas   |       |
| 5   | 23 de agosto     | Rally de la Plata       |       |
| 6   | 6 de septiembre  | Rally Sierra de Lobos   |       |
| 7   | 26 de septiembre | Rally de la Media Noche |       |
| 8   | 18 de octubre    | Reto a las Alturas      |       |
| 9   | 28 de noviembre  | Rally Acapulco          |       |

## Resultados

### Campeonato de Pilotos
Fuente: SPORCAR
| Pos. | Piloto             | Club  | COR | FER | BRA | 24H | PLA | LOB | MDN | RET | ACA  | Puntos |
| ---- | ------------------ | ----- | --- | --- | --- | --- | --- | --- | --- | --- | ---- | ------ |
| 1    | Erwin Richter      | CAF   | 1   | 37  | 61  | 81  | 61  | 1   | 1   | 41  |      | 284    |
| 2    | Carlos Izquierdo   | IND   | 1   | 61  | 46  | 1   | 46  | 1   | 1   | 25  | 2.º  | 182    |
| 3    | Omar Chávez        | RAC   | 1   | 19  | 25  | 49  | 4   | 1   | 13  | 5   | 9.º  | 154    |
| 4    | Edgardo Fuentes    | RAC   |     | 1   | 1   | 61  | 4   |     | 61  |     |      | 149    |
| 5    | José Amado Alarcón | CAF   |     |     | 37  | 41  | 31  |     | 37  |     | 36.º | 147    |
| 6    | Alejandro Pimentel | RAC   | 41  | 46  |     |     | 1   |     |     | 31  | 13.º | 119    |
| 7    | Fernando Vivanco   | RAC   |     |     | 4   |     | 37  | 1   | 46  | 21  |      | 111    |
| 8    | Carlos Tejada      | RALAC | 1   | 31  |     |     |     | 61  |     |     |      | 93     |
| 9    | Omar Barquet       | RAC   | 1   |     | 19  | 1   | 4   | 37  | 19  | 9   | 10.º | 90     |
| 10   | Marcos Ligato      | IND   | 81  |     |     |     |     |     |     |     |      | 81     |

| Color  | Resultado                               | Color                                   | Resultado                               |
| ------ | --------------------------------------- | --------------------------------------- | --------------------------------------- |
| Oro    | Ganador                                 | Azul                                    | Finalizó la prueba                      |
| Plata  | 2.º lugar                               | Violeta                                 | No terminó (Ret)                        |
| Bronce | 3.er lugar                              | Negro                                   | Descalificado (Des)                     |
| Verde  | Entre los 10 prim.                      | Sin color                               | No participó                            |
| Blanco | Puntuó en otra prueba o categoría (Otr) | Puntuó en otra prueba o categoría (Otr) | Puntuó en otra prueba o categoría (Otr) |

Notas:

1. IND en la columna "Club" = Participó como corredor independiente.

2. Del Rally Acapulco sólo se muestran las posiciones obtenidas, aunque la prueba sí fue puntuable.

### Campeonato de Navegantes
Fuente: SPORCAR
| Pos. | Navegante             | Club  | COR | FER | BRA | 24H | PLA | LOB | MDN | RET | ACA  | Puntos |
| ---- | --------------------- | ----- | --- | --- | --- | --- | --- | --- | --- | --- | ---- | ------ |
| 1    | Rafael Tellaeche      | CAF   | 1   | 37  | 61  | 81  | 61  | 1   | 1   | 41  |      | 284    |
| 2    | Lorena Fuentes        | RAC   |     |     |     | 61  | 4   | 13  | 61  |     |      | 160    |
| 3    | Mauricio Checa        | IND   |     |     | 46  | 1   | 46  | 1   | 1   | 25  | 2.º  | 120    |
| 4    | Marielen de Izaurieta | RAC   | 41  | 46  |     |     | 1   |     |     | 31  | 13.º | 119    |
| 5    | Luis Arciga           | RALAC |     | 19  | 25  | 49  | 4   | 1   | 13  | 5   | 17.º | 116    |
| 6    | Carlos Quijas         | IND   |     |     |     | 41  | 31  |     | 37  |     | 36.º | 110    |
| 7    | Pascual Rangel        | IND   |     |     |     |     | 37  | 1   | 46  | 21  | 31.º | 106    |
| 8    | Ignacio Muñoz         | RALAC | 1   | 31  |     |     |     | 61  |     |     |      | 93     |
| 9    | Raúl Villareal        | IND   | 1   |     | 19  | 1   | 4   | 37  | 19  | 9   | 10.º | 90     |
| 10   | Rubén García          | IND   | 81  |     |     |     |     |     |     |     |      | 81     |

Notas:

1. IND en la columna "Club" = Participó como corredor independiente.

2. Del Rally Acapulco sólo se muestran las posiciones obtenidas, aunque la prueba sí fue puntuable.

### Campeonato de Clubes
Fuente: SPORCAR
| Pos. | Club                                              | Puntos |
| ---- | ------------------------------------------------- | ------ |
| 1    | Rally Automóvil Club, A.C.                        | 1.068  |
| 2    | Club Automovilístico Francés de México, A.C.      | 894    |
| 3    | Club Automovilístico Morelia, A.C.                | 232    |
| 4    | Rally Automovilístico Leonés, A.C.                | 32     |
| 5    | Lindavista Automóvil Club, A.C.                   | 39     |
| 6    | Club Automovilístico Santiago, A.C.               | 15     |
| 7    | Club Angelopolitano de Rallies, A.C.              | 12     |
| 8    | Puebla Auto Club, A.C.                            | 4      |
| 9    | Club Deportivo Automovilístico de Querétaro, A.C. | 0      |
| 10   | Cronometraje y Eventos Motores A.C.               | 0      |